# Jean-Baptiste Schacre

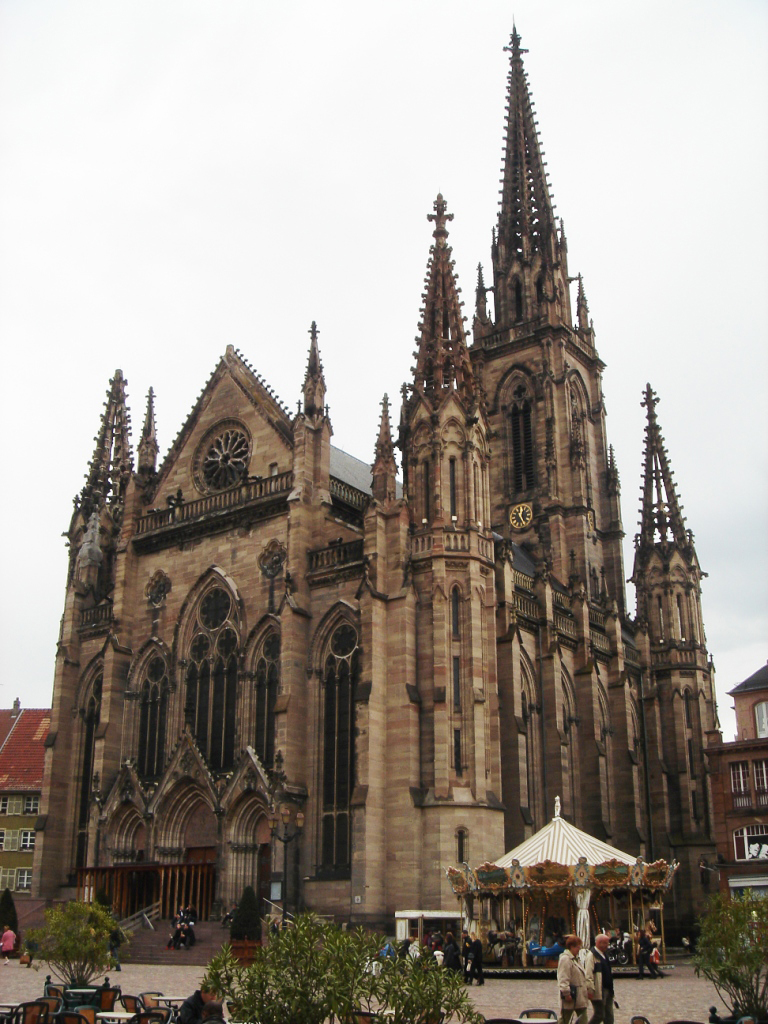
Temple Saint-Étienne de Mulhouse (1859-1869)

Jean-Baptiste Schacre (Delle, 1808 - Mulhouse, 1876) est un architecte français.

## Biographie
Né à Delle (alors commune du Haut-Rhin) en 1808, Jean-Baptiste Schacre fit preuve dès le collège d'un réel talent de dessinateur.
Son père, propriétaire d'une tannerie, ayant fait faillite en 1826, il fut contraint d'interrompre ses études pour gagner sa vie. C'est à cette fin qu'il obtint, grâce à l'appui d'un parent influent, un poste de dessinateur dans le service des Ponts-et-Chaussées, où il est remarqué par l'ingénieur Pierre-Dominique Bazaine (1809-1893).
Les voyages occasionnés par ses activités lui permirent de découvrir les paysages et les principaux monuments médiévaux d'Alsace, dont il réalisa des dessins tantôt inspirés par le goût romantique du pittoresque, tantôt marqués par les préoccupations archéologiques de son époque.
Après avoir participé à la création de la voie ferrée et des stations de la ligne Strasbourg-Bâle (1838-1841), il s'établit à Mulhouse en tant qu'architecte libéral.
Mais c'est en tant qu'architecte-voyer de cette ville (1844-1876) que Schacre réalisa ses œuvres les plus importantes.
Malgré cette fonction municipale prenante et théoriquement exclusive (il n'obtint le droit de réaliser des travaux pour d'autres communes ou pour des particuliers qu'après 1848, la crise économique ayant provoqué la diminution de ses appointements), il eut un rôle important dans le département du Haut-Rhin, notamment à la suite de son intégration au Conseil départemental des bâtiments civils (1861).
Son fils Jean-Baptiste fut également architecte, de même que son neveu Alfred Schacre (actif à Champagnole).

## Travaux principaux

### Dessin
- Nombreux paysages et vues de monuments (importante collection au cabinet des estampes de Strasbourg).
- Contributions à l'ouvrage de Jacques Rothmuller, Vues pittoresques des châteaux, monuments et sites remarquables de l'Alsace, Hahn et Vix, Colmar, 1839.

### Architecture

#### À Mulhouse
- Fontaine de l'enfant à l'oie (1845) (détruite, seule la statue a été conservée)
- Synagogue (1847-1849)
- Synagogue de Dornach (v. 1851)
- Salle d'asile de la rue Franklin (1852) (aujourd'hui école maternelle)
- Bains publics et lavoirs (1852)
- École professionnelle (1854) (détruite, emplacement du parking Buffon)
- Église catholique Saint-Étienne (1855-1860)
- Couverture de la Sinne (1856-1866)
- Temple protestant Saint-Étienne (1859-1869)
- École Koechlin (1865)
- Caisse d'épargne de la rue Sainte-Claire (1867)
- Cimetières centraux (1869-1872)

#### Dans d'autres communes du Haut-Rhin
- Altkirch : Synagogue (v. 1850, reconstruction)
- Didenheim : Église paroissiale (1868, agrandissement)
- Gueberschwihr : Église Saint-Pantaléon (1870-1877, reconstruction de la nef)
- Jettingen : Église paroissiale (1874-1877)
- Kingersheim : Église paroissiale (1859-1879)
- Masevaux : Chapelle de Houppach (1870-1875)
- Pfastatt : Église paroissiale (1867)
- Riedisheim : Mairie-école (1843-1848)
- Sigolsheim : Église Saints-Pierre-et-Paul (1864-1866, construction du chœur néo-roman (disparu))
- Steinbrunn-le-Haut : Mairie-école (1859-1862)choeur
- Zillisheim : Église paroissiale (1862-1876)

#### Dans d'autres départements
- Delle : Église paroissiale (1858-1861, reconstruction)

#### En Suisse
- Bâle : Première gare (1844)

## Exposition du bicentenaire
- Du 24 mai au 19 octobre 2008, le Musée Historique de Mulhouse a présenté une exposition consacrée à la vie et la carrière de Schacre : Jean-Baptiste Schacre (1808-1876), architecte mulhousien.

## Galerie

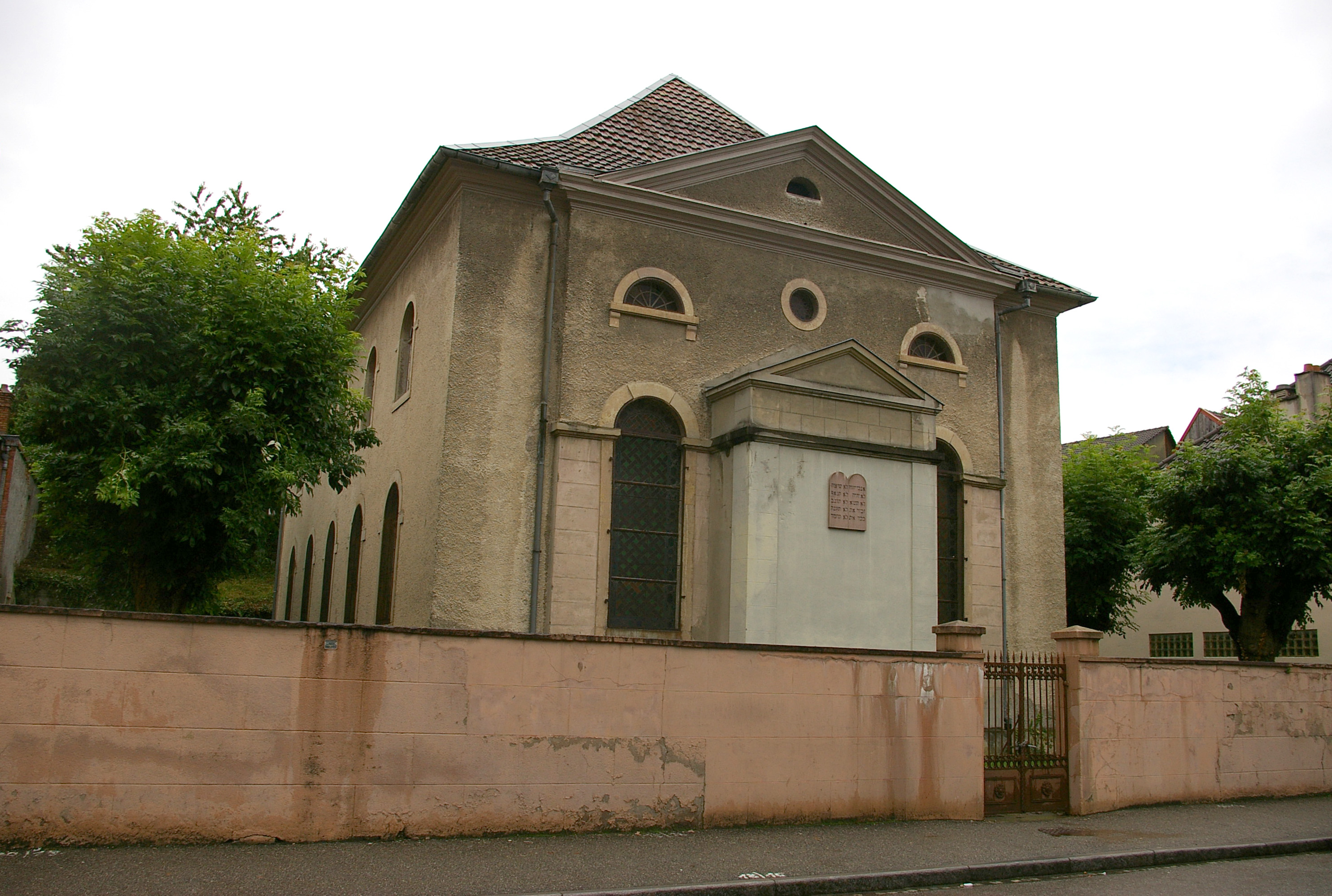
Altkirch : synagogue (restaurée vers 1850)
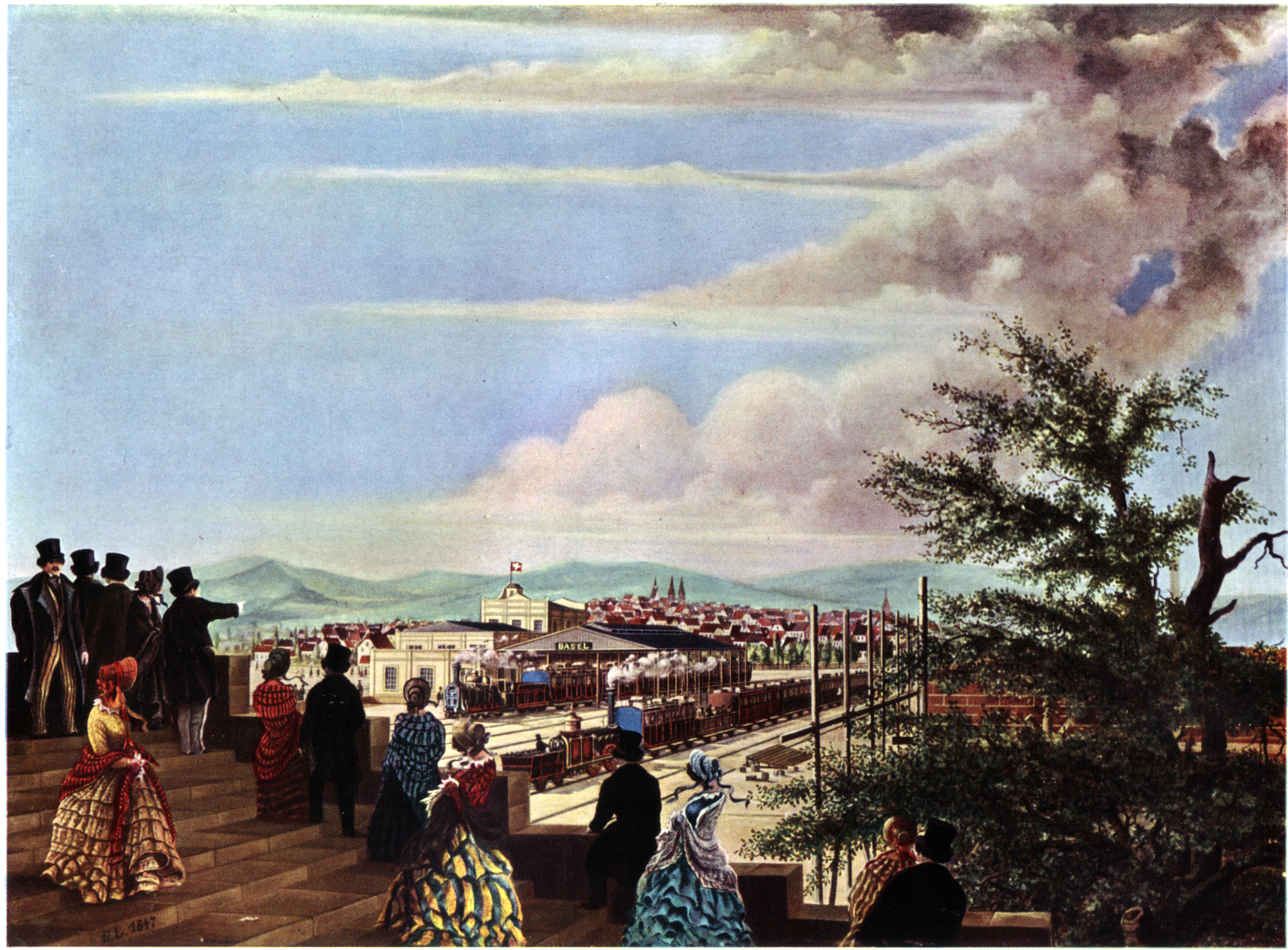
Bâle : première station de chemin de fer de la ligne Strasbourg-Bâle (1844-45)
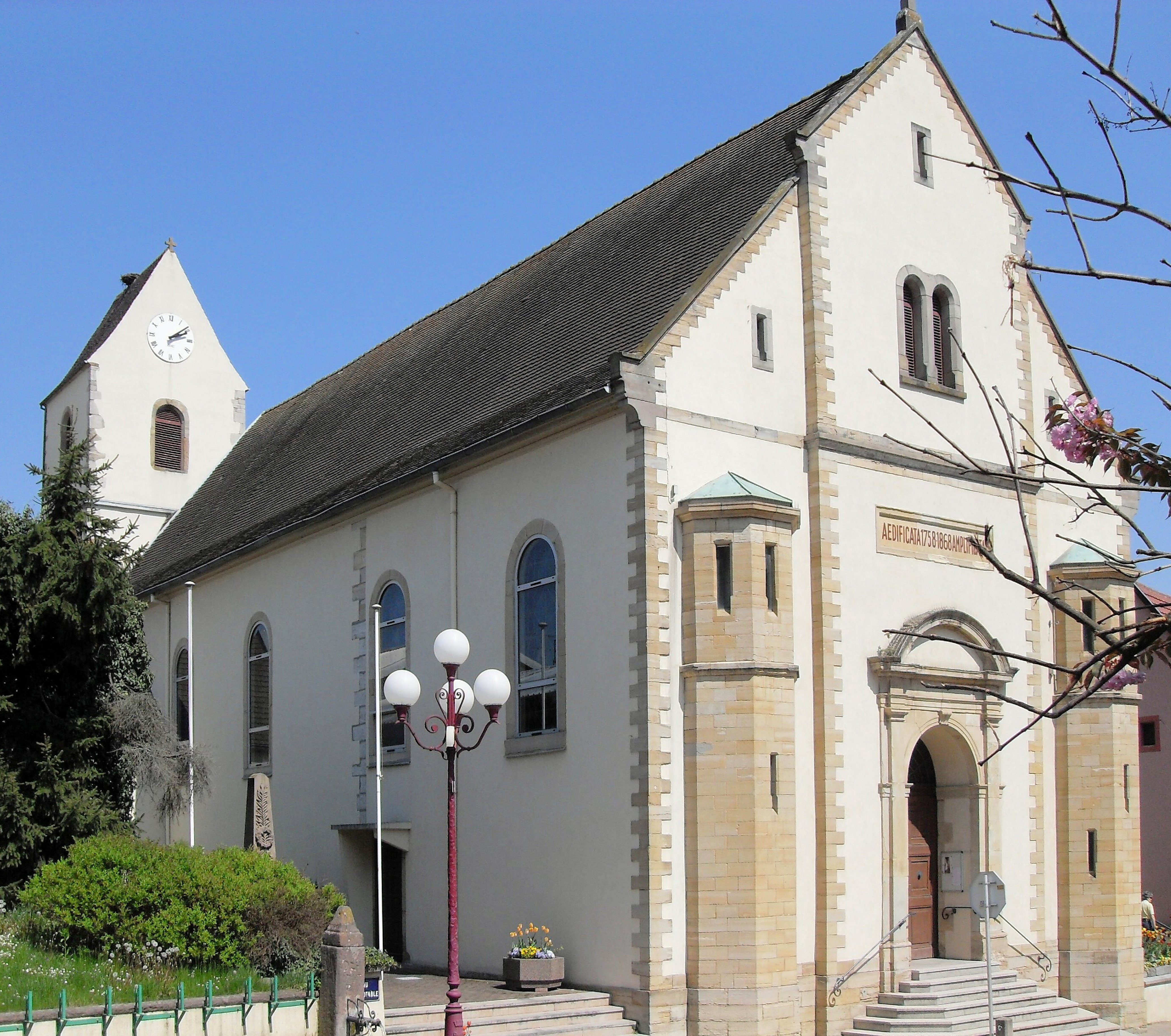
Didenheim : église paroissiale Saint-Gall (XVIIIe siècle, agrandie en 1868)
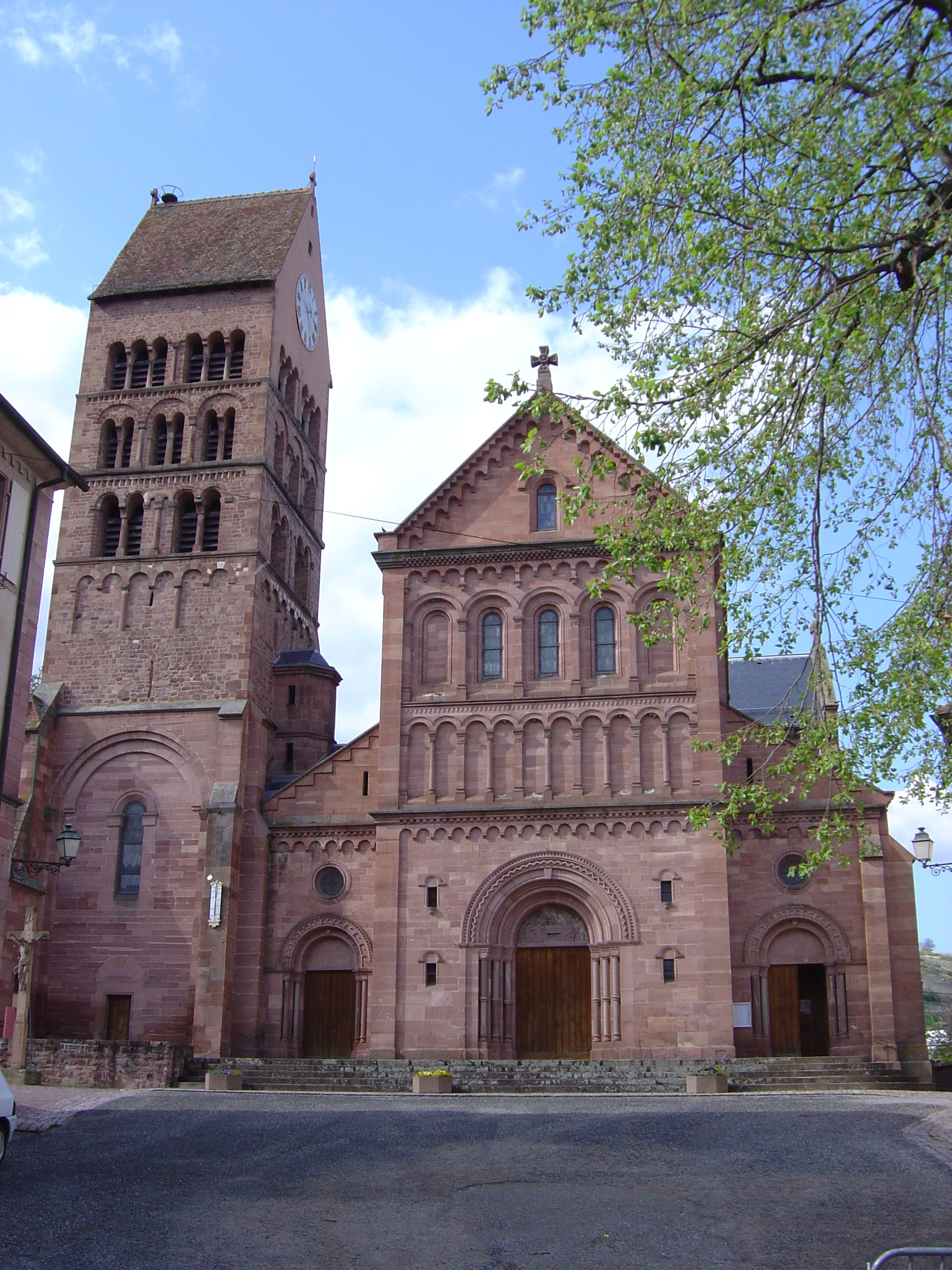
Gueberschwihr : église Saint-Pantaléon (1870-77) (le clocher, du XIIe siècle, est un vestige de l'ancienne église)
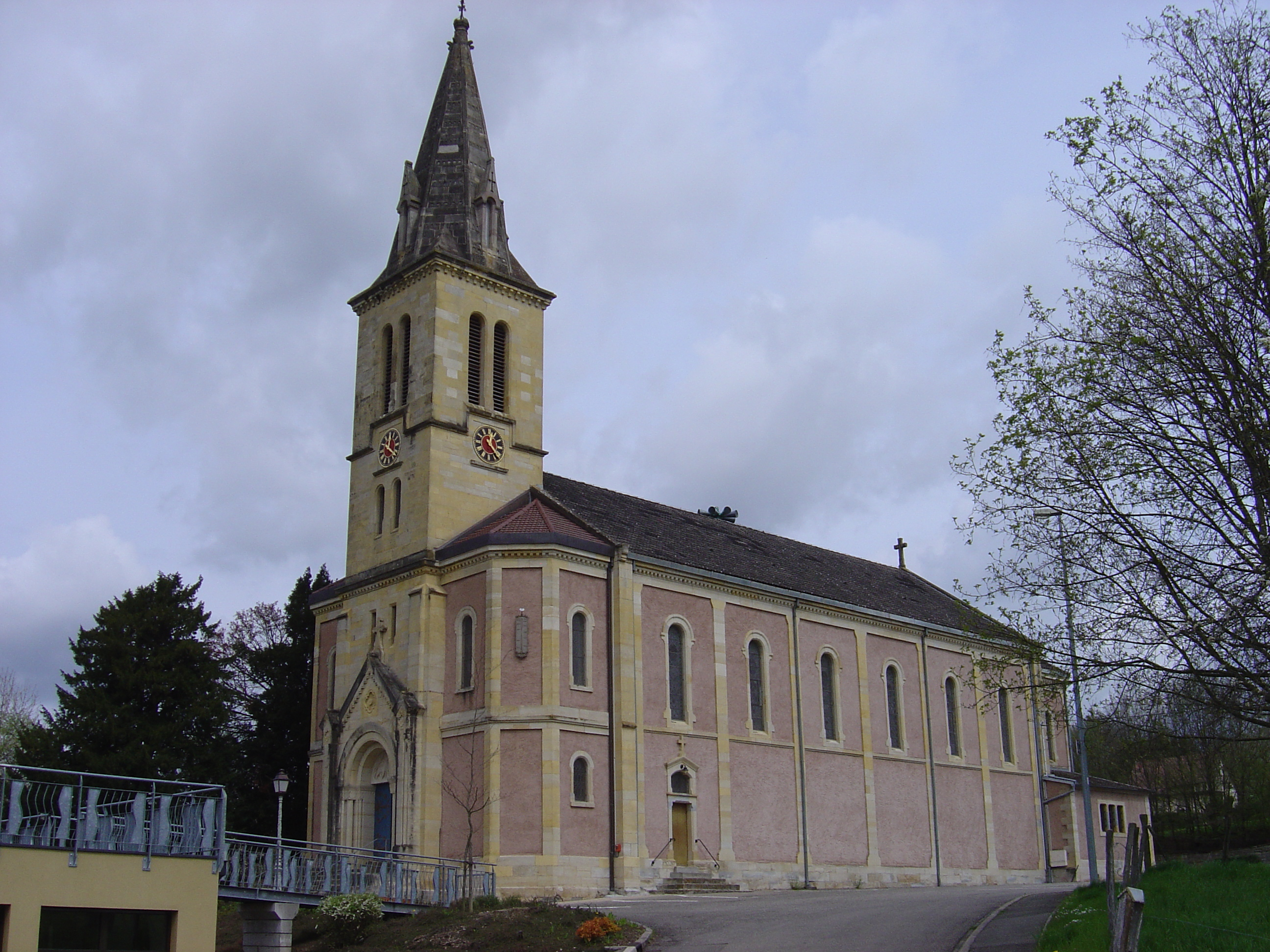
Jettingen : église paroissiale (1874-77)
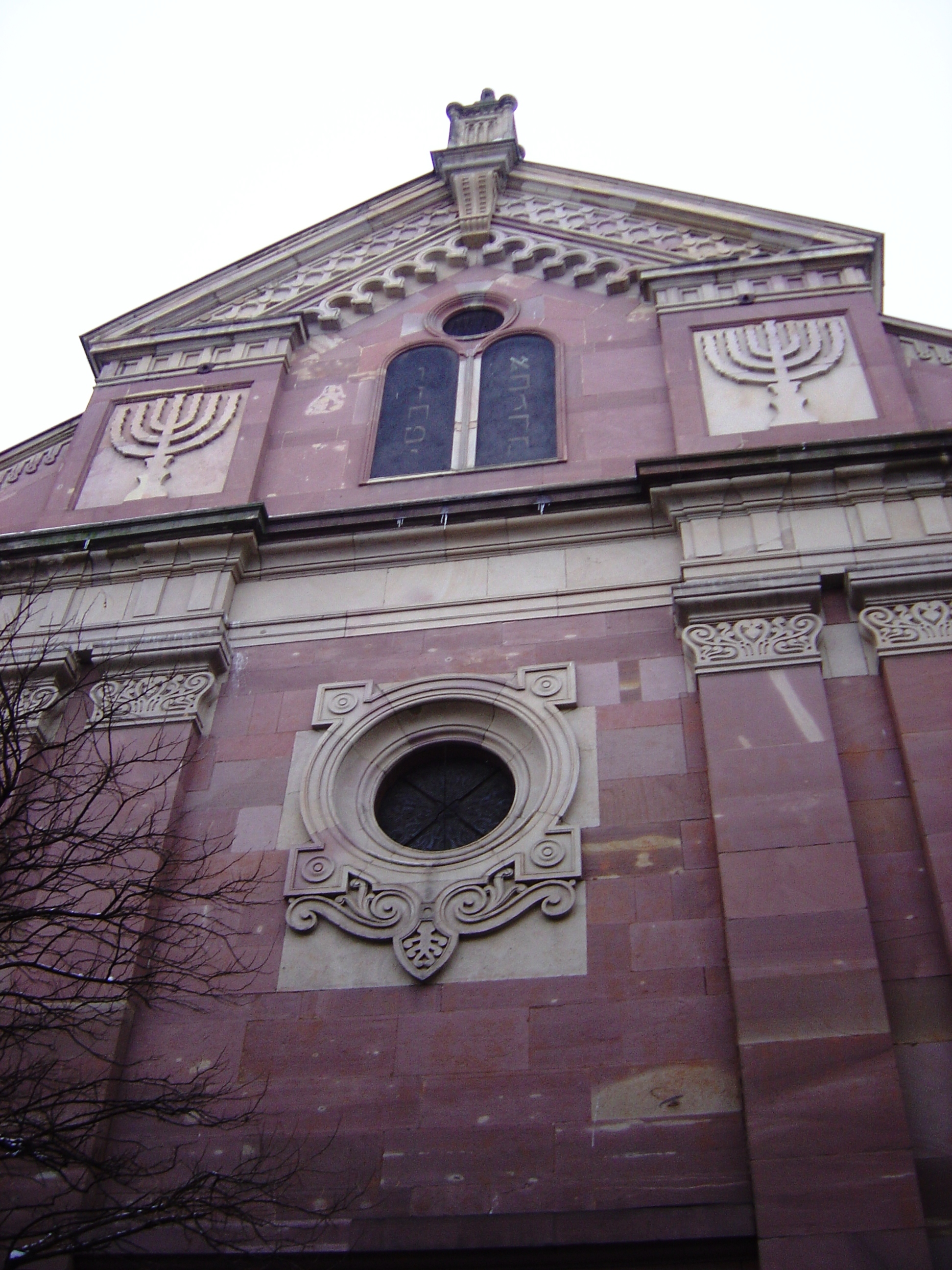
Mulhouse : synagogue (1849)
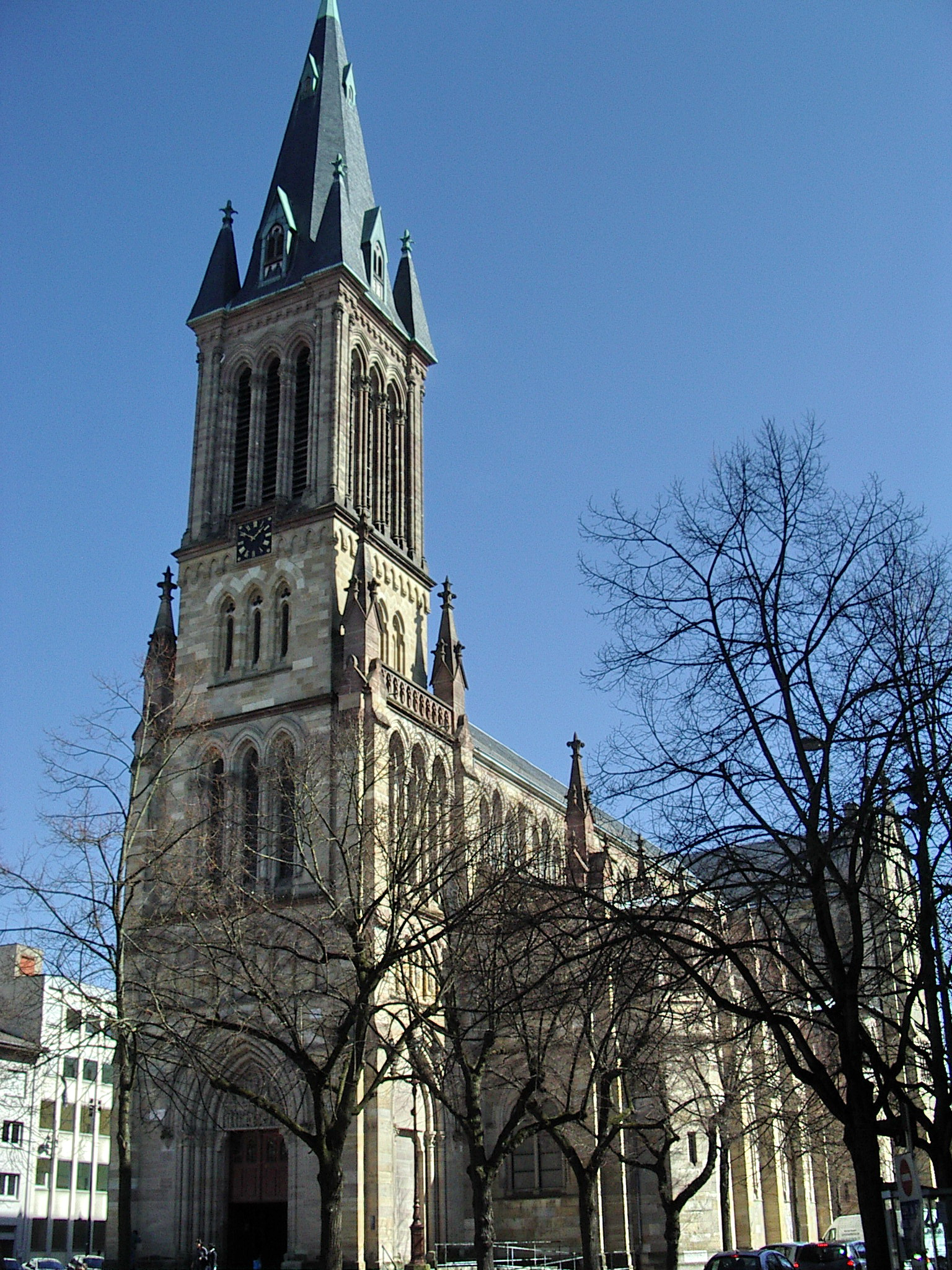
Mulhouse : église Saint-Étienne (1855-60)
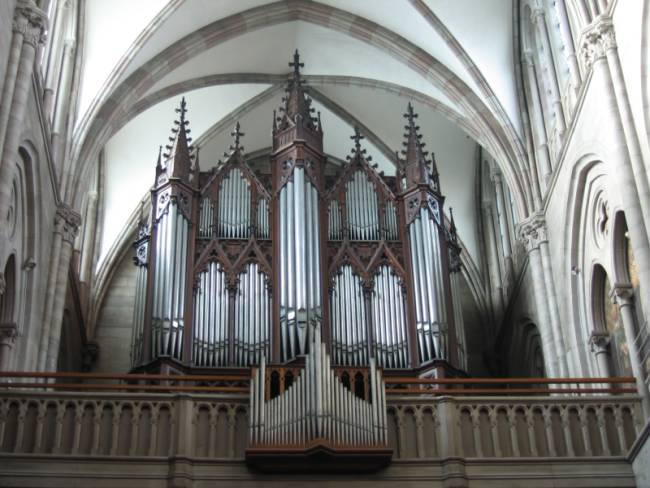
Mulhouse : Buffet d'orgues de l'église Saint-Étienne (1860)
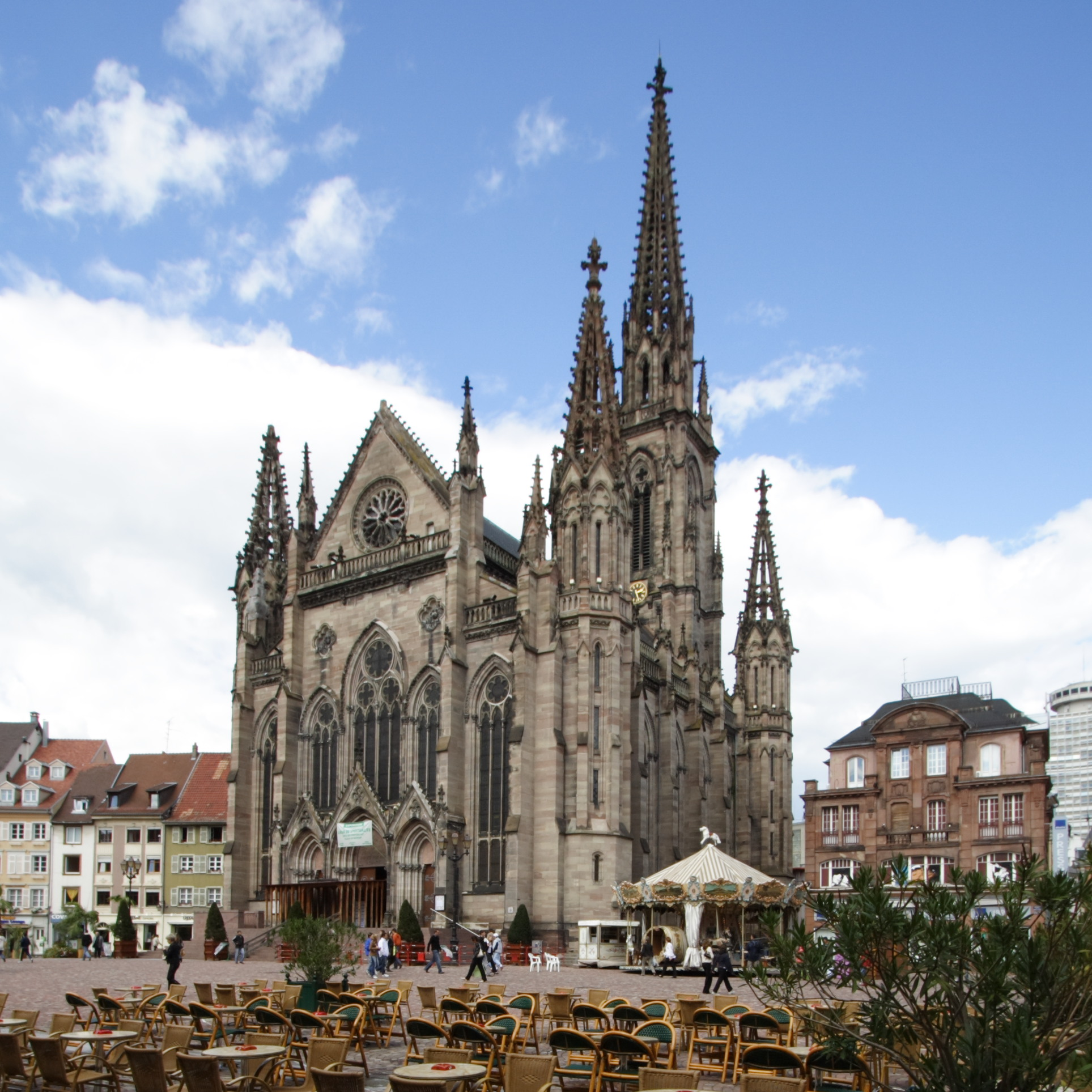
Mulhouse : temple protestant Saint-Étienne (1858-1869), vu de la place de la Réunion)
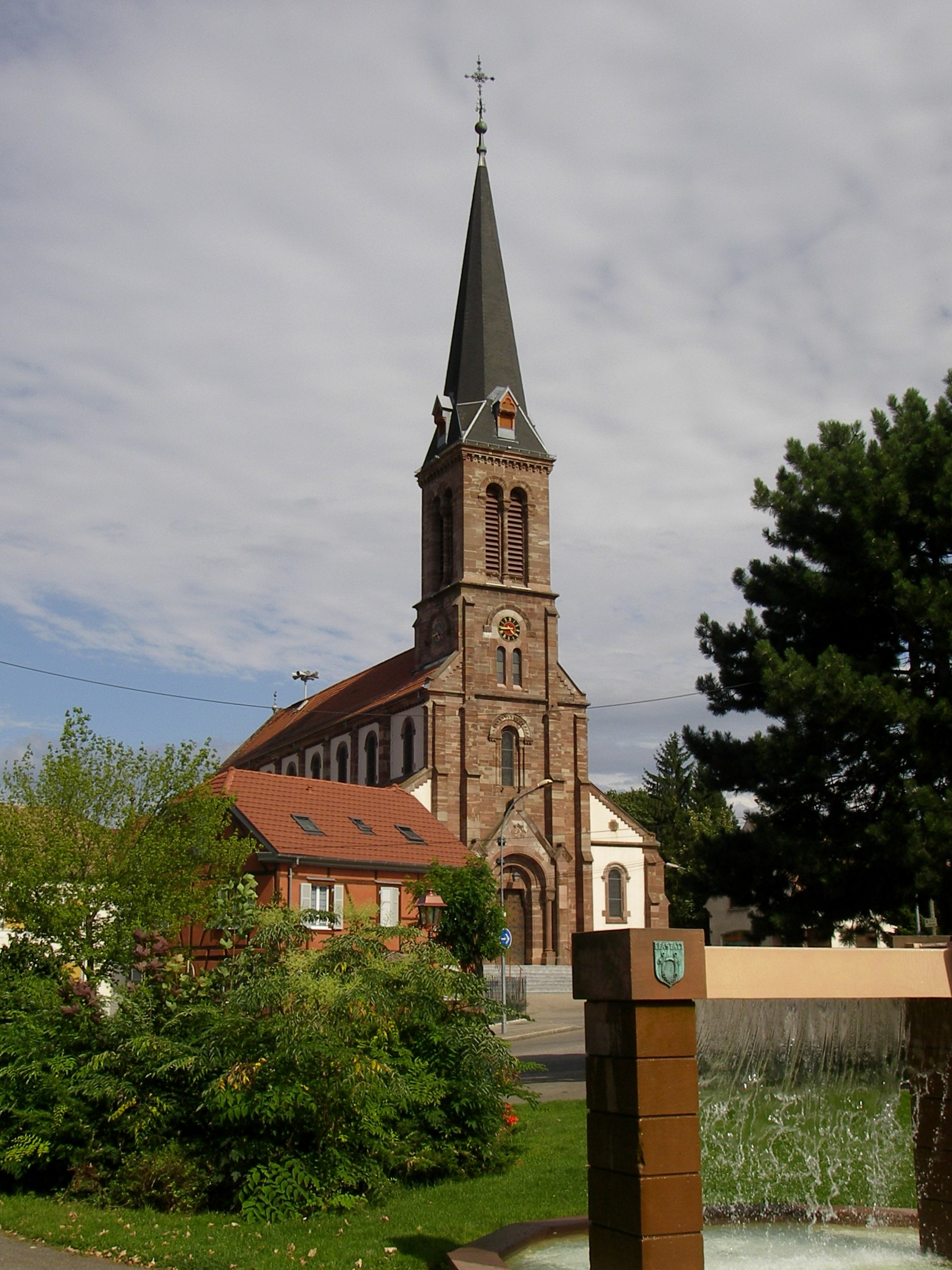
Pfastatt : église Saint-Maurice (1867)
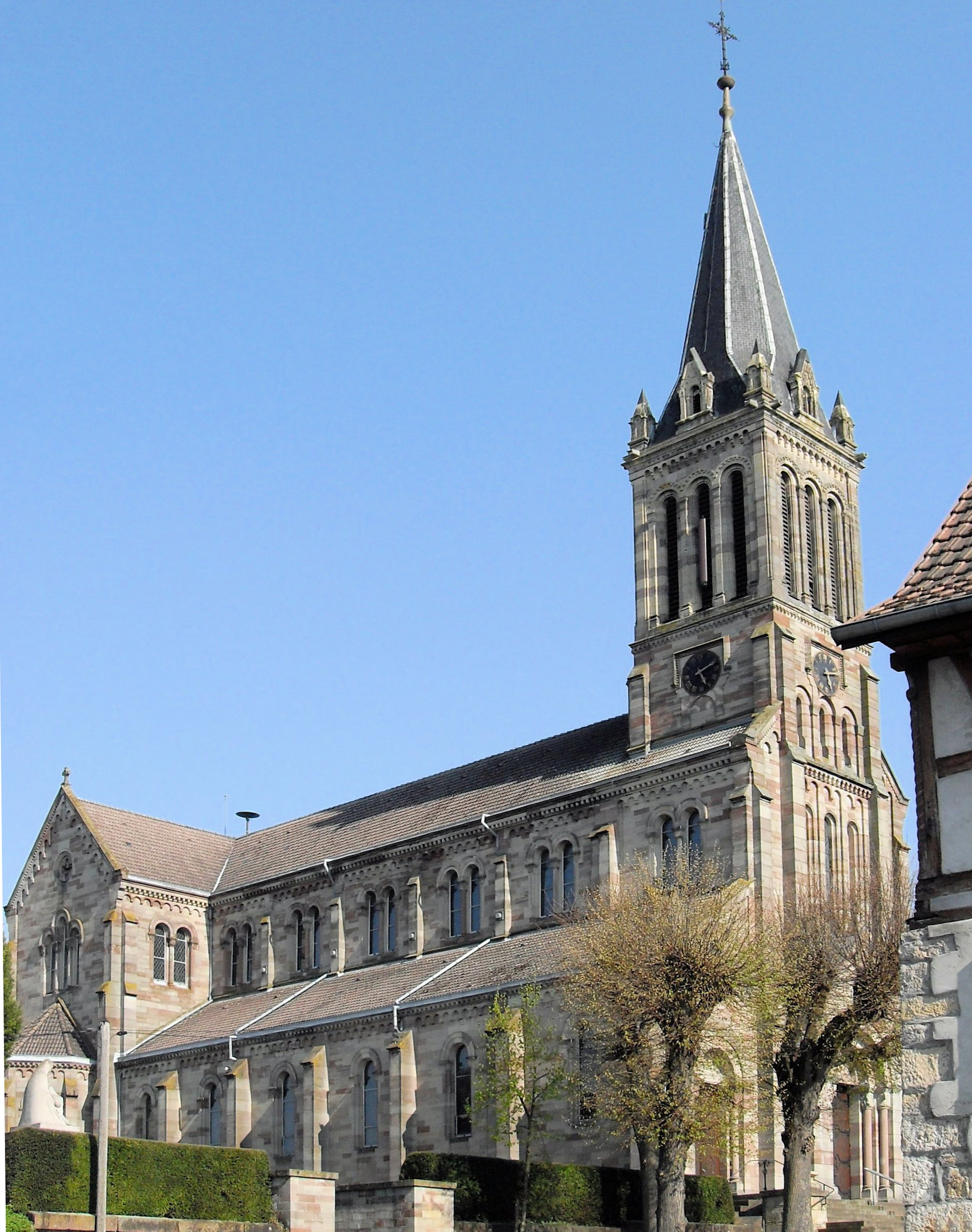
Zillisheim : église paroissiale Saint-Laurent (1862-1876)

## Sources
- Danielle Bohly-Meister, « Un architecte autodidacte : Jean-Baptiste Schacre (1808-1876) - Son œuvre religieuse », Annuaire de la Société d'Histoire du Sundgau, 1992, p. 23-42.
- Jules Joachim, « Jean-Baptiste Schacre, architecte (1808 - 1876) », Bulletin du Musée historique de Mulhouse, 1953, p. 170 - 190.
- Joseph Specklin, Jean-Baptiste Schacre (1808-1876), architecte mulhousien, [livret de l'exposition], Société d'Histoire et de Géographie de Mulhouse, 2008, 4 p.